# Sagada
Sagada ist eine philippinische Stadtgemeinde in der Provinz Mountain Province.
Die Stadt liegt in einem kleinen Tal auf einer Höhe von ungefähr 1600 m. Sie hat 11.127 Einwohner (Zensus 1. August 2015) und eine Fläche von 83,3 km². 1995 gehörten 95 % der Einwohner zum Stamm der Kankana-ey, der zu den Igorot zählt.

## Wirtschaft
Fast jeder Haushalt bewirtschaftet ein kleines Stück Land: Reis, Mais, Gemüse sowie Früchte und hält einige Schweine, auch für die Durchführung von Ritualen. Weiterhin gibt es Sari-Sari Stores, Gemischtwarenläden, dazu Webereien, Gästehäuser, Restaurants und Cafés. Der Tourismus prägt zunehmend die Stadt.

## Geografie

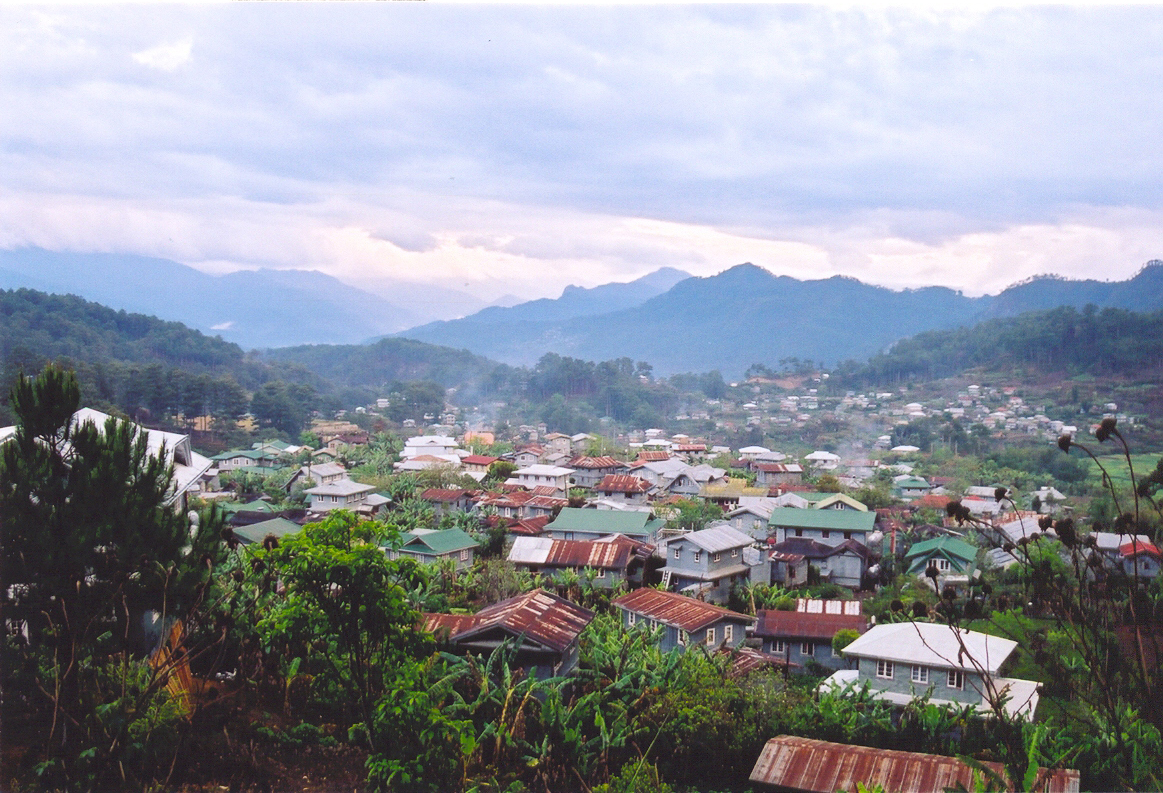
Blick über Sagada

Die Stadt Sagada liegt 275 km nördlich von Manila und 100 km von Baguio entfernt. Sie grenzt an das Gebiet der Provinzhauptstadt Bontoc, die selbst in 18 km Entfernung liegt.

## Baranggays
Sagada ist politisch in 19 Barangays unterteilt.
| - Aguid - Tetepan Sur - Ambasing - Angkeling - Antadao - Balugan - Bangaan - Dagdag (Pob.) - Demang (Pob.) - Fidelisan | - Kilong - Madongo - Poblacion (Patay) - Pide - Nacagang - Suyo - Taccong - Tanulong - Tetepan Norte |

## Sehenswürdigkeiten

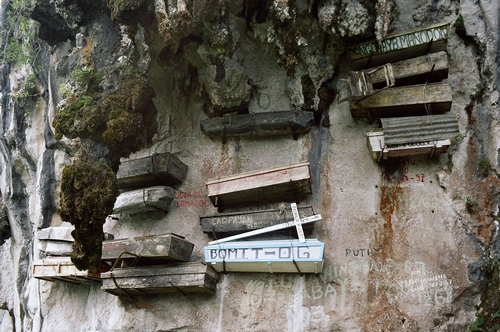
„Hängende Särge“ von Sagada

Sagada ist bekannt für sogenannte „Hängende Särge“, eine traditionelle Begräbnisform. Einwohner, die mindestens in der 3. Generation aus Sagada stammen, werden zum Teil immer noch in „Hängenden Särgen“ bestattet. Sehenswert sind außerdem Kalksteinhöhlen (Sumaguing, Lumiang, Loko-ong Crystal Cave, Balangagan, Sugong) und Wasserfälle (Bokong und Bomod-ok).